# Gotee Records
Gotee Records est un label de disques de hip-hop chrétien, basé à Franklin (Tennessee) aux États-Unis.

## Histoire
Le label est fondé en 1994 par TobyMac, Todd Collins et Joey Elwood .  Le premier album produit est Lovin' the Day du groupe Out of Eden .
En 2015, Gotee a été acquis par Zealot Networks, détenu par un ancien artiste du label, John Reuben ,.